# Philippe Aymond
Philippe Aymond (* 3. Februar 1968 in Paris) ist ein französischer Comiczeichner.

## Künstlerischer Werdegang
Nachdem Philippe Aymond einen Magister im Studiengang Bildende Kunst erlangt hatte, trat er 1989 dem Studio von Pierre Christin und Jean-Claude Mézières bei. Dort arbeitete er an der Serie Canal Choc mit. Bei dieser Serie um einen auf „schockierende“ Nachrichten spezialisierten Fernsehsender sollten junge Zeichner ihre erste Chance erhalten. Neben Aymond waren dies Philippe Chapelle und Hugues Labiano. Um die Attraktivität der Serie zu erhöhen, steuerten außerdem Moebius, Enki Bilal, Philippe Druillet und Annie Goetzinger Zeichnungen bei.
Nach Abschluss von Canal Choc schrieb Christin für Aymond die Einzeltitel L'Homme qui fait le tour du monde (1994) und Les voleurs de villes (1997). Letztgenannter Band erzählt die Erlebnisse von zwei der Hauptfiguren aus Canal Choc weiter. Im Anschluss hieran starteten Christin und Aymond die Serie Les 4 × 4. In dieser auf eine jugendliche Zielgruppe ausgerichteten Serie werden die Erlebnisse von vier jungen Leuten aus vier verschiedenen Ländern erzählt. Die Reihe wurde jedoch nach vier Bänden mangels Erfolgs abgebrochen.
Nach Szenarien von Laurent-Frédéric Bollée zeichnete Aymond sodann ab 2001 die Serie Apocalypse Mania um die Erlebnisse des Zeitreisenden Jacob Kandahar. Bis 2010 erschienen hier acht Bände. Parallel hierzu gestaltete Aymond ab 2004 die Abenteuer der Spionin Lady S. (Text: Jean Van Hamme). Hier erschienen bis 2016 elf Alben. 2012 war Aymond außerdem mit dem im Jahr 1745 in Schottland spielenden Zweiteiler Highlands erstmals auch als Szenarist in eigener Sache tätig.

## Deutsche Veröffentlichungen
- Von Canal Choc erschien 1992 bei Ehapa der erste von insgesamt vier Bänden auf Deutsch unter dem Titel Der Schwarze Kanal.[4] Aymond war bei diesem Band als Tuschezeichner tätig. Die übrigen drei Bände fehlen bisher auf Deutsch.

- Lady S. erscheint seit 2010 bei Mosaik in der Zack Edition.[5]
- Ost-West (Szenario: Pierre Christin); Carlsen, Hamburg 2019

- Bruno Brazil – Neue Abenteuer 1: Black Program (Szenario: Laurent-Frédéric Bollée, 2020, All Verlag)